# ملفات قضايا اللورد إل ميلوي الثاني
ملفات قضايا اللورد إل-ميلوي الثاني (باليابانية: ロード・エルメロイⅡ世の事件簿)
(بالروماجي:Rōdo Erumeroi Nisei no Jikenbo) هي رواية خفيفة يابانية من تأليف ماكوتو ساندا ورسم مينيجي ساكاموتو. تعتبر جزء من سلسلة فيت، نشرت من قبل تايب-مون من 30 ديسمبر 2014 وحتى 17 مايو 2019، وتكونت من 10 مجلدات. تقع أحداث الرواية بين أحداث فيت/زيرو وفيت/ستاي نايت تركز على اللورد إل-ميلوي الثاني، سيد سابق الذي يحقق الآن في العديد من الألغاز بعد مشاركته في حرب الكأس المقدسة الرابعة.
حصلت الرواية على مانغا من تأليف ماكوتو ساندا ورسم تو أزوما. نشرت المانغا من قبل كادوكاوا شوتين في مجلة يونغ إيس، منذ 4 أكتوبر 2017. أُقتبست إلى أنمي تلفزيوني من قبل ستوديو ترويكا، بث الأنمي من 6 يوليو 2019 إلى 28 سبتمبر 2019 بتعداد 13 حلقة.

## القصة
تدور أحداث القصة عن اللورد إل-ميلوي الثاني، المعروف سابقًا باسم ويفر فيلفيت، وهو الآن أستاذ في صفوف جمعية ماغي، ويعمل كرئيس مؤقت لأسرة إل-ميلوي حتى يتولى خليفة مناسب. ولكن عندما تحدث أسرار غريبة تتضمن بدء السحر في جميع أنحاء لندن، يتعاون مع شخص غامض ومتدربة تدعى غراي في التحقيق في العديد من الألغاز والقضايا.

## الشخصيات
- اللورد إل-ميلوي الثاني (باليابانية: ロード・エルメロイⅡ世، بالروماجي:  Rōdo Erumeroi Nisei)

مؤدي الصوت: دايسكي ناميكاوا
- غراي (باليابانية: グレイ، بالروماجي: Gurei)

مؤدية الصوت: رينا أويدا
- آدو (باليابانية: アッド، بالروماجي: Addo)

مؤدي الصوت: دايسكي أونو
- راينيس إل-ميلوي أرتشيسورتي (باليابانية: ライネス・エルメロイ・アーチゾルテ، بالروماجي: Rainesu Erumeroi Āchizorute)

مؤدية الصوت: إينوري ميناسي
- فلات إسكاردوس (باليابانية:  フラット・エルカルドス ، بالروماجي: Furatto Erukarudosu)

مؤدية الصوت: يوشيتسوغو ماتسوؤكا
- سفين غلاشيت (باليابانية: スヴィン・グラシュエート ، بالروماجي: Suvuin Gurashuēto)

مؤدي الصوت: سييتشيرو ياماشيتا
- كاوليس فورفيدج (باليابانية: カウレス・フォルヴェッジ ، بالروماجي: Kauresu Foruvuejji)

مؤدي الصوت: يوسكي كوباياشي
- ملفين وينز (باليابانية: メルヴィン・ウェインズ ، بالروماجي: Meruvin Wueinzu)

مؤدي الصوت: دايسكي هيراكاوا
- فيكا (باليابانية: フェイカー، بالروماجي: Feikā)

مؤدية الصوت: يو تايتشي

## وصلات خارجية
- موقع الرواية الرسمي (باليابانية)
- موقع المانغا الرسمي (باليابانية)
- موقع الأنمي الرسمي (باليابانية)
- موقع الأنمي الرسمي (بالإنجليزية)
- Official stage play website (باليابانية)